# ونونا (مریلند)
ونونا (به انگلیسی: Wenona) یک منطقهٔ مسکونی در ایالات متحده آمریکا است که در مریلند واقع شده‌است. ونونا ۰٫۰ متر بالاتر از سطح دریا واقع شده‌است.